# René Baradé
René Baradé est un homme politique français né le 3 décembre 1882 à Turckheim (Haut-Rhin) et décédé le 22 février 1956 à Beaulieu-sur-Mer (Alpes-Maritimes).
Fils d'un industriel, il est avocat à Colmar en 1910. Il est député du Haut-Rhin de 1919 à 1924, inscrit au groupe de la Gauche républicaine démocratique. Il ne se représente pas en 1924 et reprend ses activités d'avocat. Il est bâtonnier de 1928 à 1930.

## Sources
- « René Baradé », dans le Dictionnaire des parlementaires français (1889-1940), sous la direction de Jean Jolly, PUF, 1960 [détail de l’édition]
- Léon Strauss, « René Baradé », in Nouveau dictionnaire de biographie alsacienne, vol. 2, p. 104